# Wasserburg Zwingenberg
Die Wasserburg Zwingenberg, auch Unterburg oder Untere Burg genannt, ist eine abgegangene Wasserburg, deren ehemaliger Standort sich heute in einem kleinen Park südwestlich des Marktplatzes an einer von der B3 einsehbaren Ecke der alten Stadtmauer von Zwingenberg im hessischen Landkreis Bergstraße befindet.
Die Fundamentreste der Wasserburg gehören zu den ältesten, wenn nicht sogar zum ältesten Bauwerk der Stadt Zwingenberg und gehörte in ihrem Ursprung zur einstigen Stadtbefestigung.

## Geografische Lage
Die Burg befand sich am südwestlichen Ende der Stadtmauer von Zwingenberg und hatte wohl eine Schutz- und Kontrollfunktion für die an der Bergstraße vorbeiführenden Handelswege und war gleichzeitig Residenzburg der Katzenelnbogener in ihrer Obergrafschaft.

## Geschichte
Die vermutlich von den Grafen von Katzenelnbogen (Graf Diether III. von Katzenelnbogen (alte Linie)) erbaute Burg wurde um 1250 ausgebaut und vermutlich 1301 zerstört. 
In den Auseinandersetzungen um das Zollwesen um 1301 zwischen den rheinischen Kurfürsten und König Albrecht I. wurde wohl das Schloss wegen der Parteiergreifung der Grafen von Katzenelnbogen zugunsten der Kurfürsten von Truppen des Königs zerstört. Nach den schriftlichen Urkunden ist nicht exakt zu belegen, ob es sich bei der zerstörten Befestigung um die ältere, im Südosten der Stadt gelegene Höhenburg (Obere Burg) oder die Wasserburg handelt. Nach Möller ist die Zerstörung der Wasserburg anzunehmen. Sollte auch die ältere Anlage zu jener Zeit noch bestanden haben, so kann eine Zerstörung beider
Befestigungen nicht ausgeschlossen werden. In der Folge führte Graf Wilhelm von Katzenelnbogen eine Fehde gegen das Erzstift Mainz, da der Erzbischof nur geringe Geldmittel zum Wiederaufbau des Schlosses bereitstellte. 1312 wurde schließlich ein Ausgleich vermittelt, wie urkundlich belegt. Graf Wilhelm von Katzenelnbogen überließ das allodiale Schloss dem Erzstift Mainz. Im Gegenzug belehnte Erzbischof Gerhard II. von Eppstein das Katzenelnbogener Geschlecht mit dem Schloss und versah ihn mit 200 Mark kölnischer Heller, möglicherweise als Finanzierung zum Wiederaufbau. 
1402 oder 1403 mit dem Aussterben der altkatzenelnbogischen Linie wird die Burg an die jüngere Linie vererbt. Die Wasserburg war im 15. Jahrhundert zeitweise verpfändet. Mit dem Erlöschen der Katzenelnbogener durch den Tod Philipp I. von Katzenelnbogen ging das Erbe an Heinrich III. von Hessen, mit dem Erlöschen des damaligen Hessen-Marburg 1500 an die Hessen-Kasseler Linie in Gestalt von Landgraf Wilhelm II. von Hessen, der damit über die gesamte Landgrafschaft Hessen herrschen konnte.
Im September 1518 ließ der Reichsritter und Landsknechtsführer Franz von Sickingen im Zuge seiner Fehde gegen die Landgrafschaft Hessen Zwingenberg für einige Tage besetzen. Danach verfiel die Burg zusehends.
Nach der Vierteilung Hessens 1567 kam Zwingenberg an Landgraf Georg I. von Hessen-Darmstadt. 
Am 12. Juli 1603 ging die Burg durch Schenkung Landgrafs Ludwigs V. von Hessen-Darmstadt in den Besitz der Stadt Zwingenberg über.
Danach verfiel die Burg zusehends und nach 1850, in diesem Jahr waren nach Ausweis der Kellereiausgaben letzte Reparaturen vorgenommen, wurden letzte Reste abgebrochen. Der heutige Burgstall zeigt nur noch geringe Mauerreste. Die Form der Burg kann noch durch den vorhandenen Burgwall erahnt werden. Ob die südlich der Mauer sich befindlichen Fenster und Mauerverzierungen zur Burg gehörten, ist nicht klar.

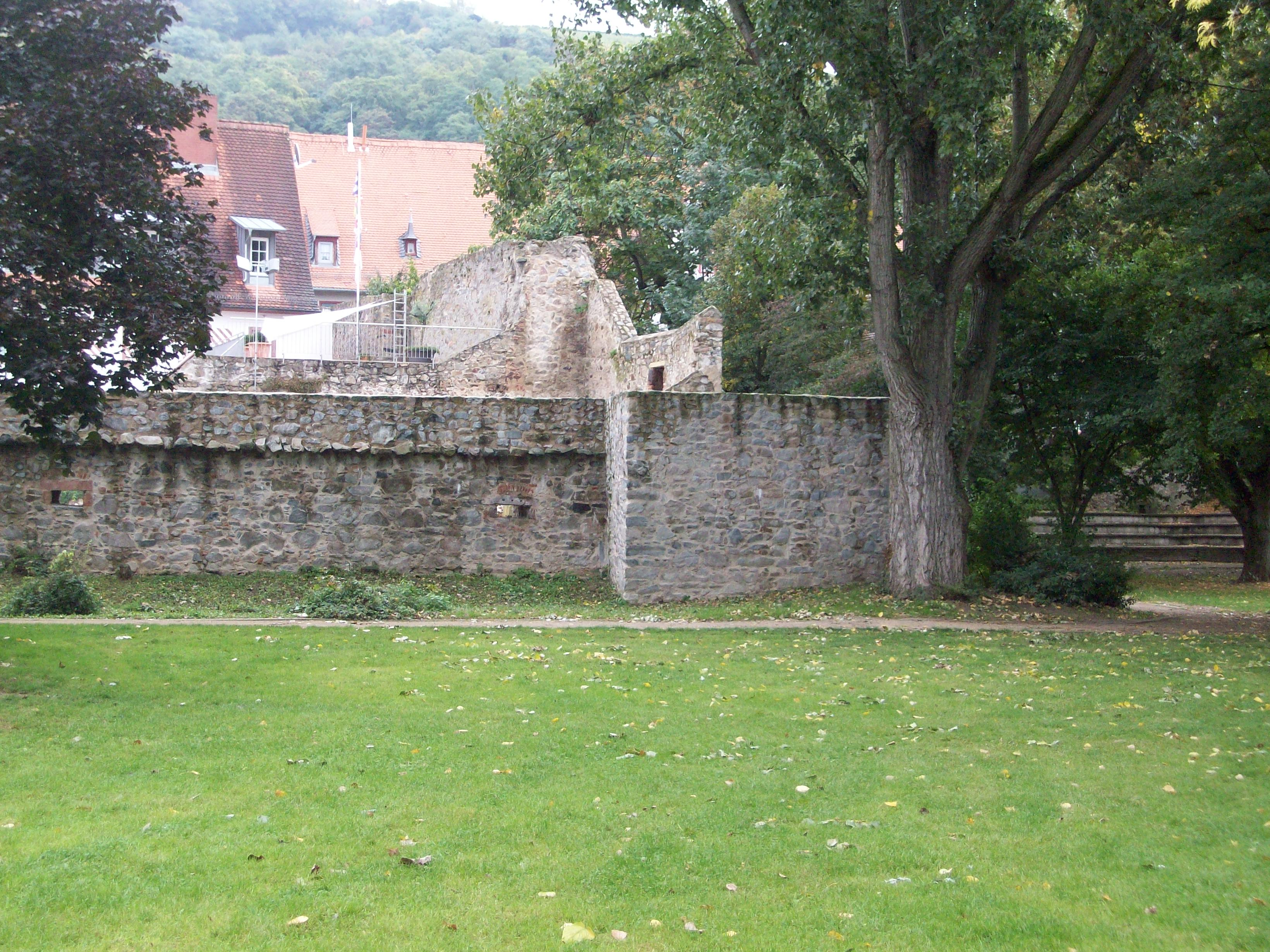
Blick zur alten Stadtmauer, der Turmrest wird zur ehemaligen Wasserburg gehörend vermutet.
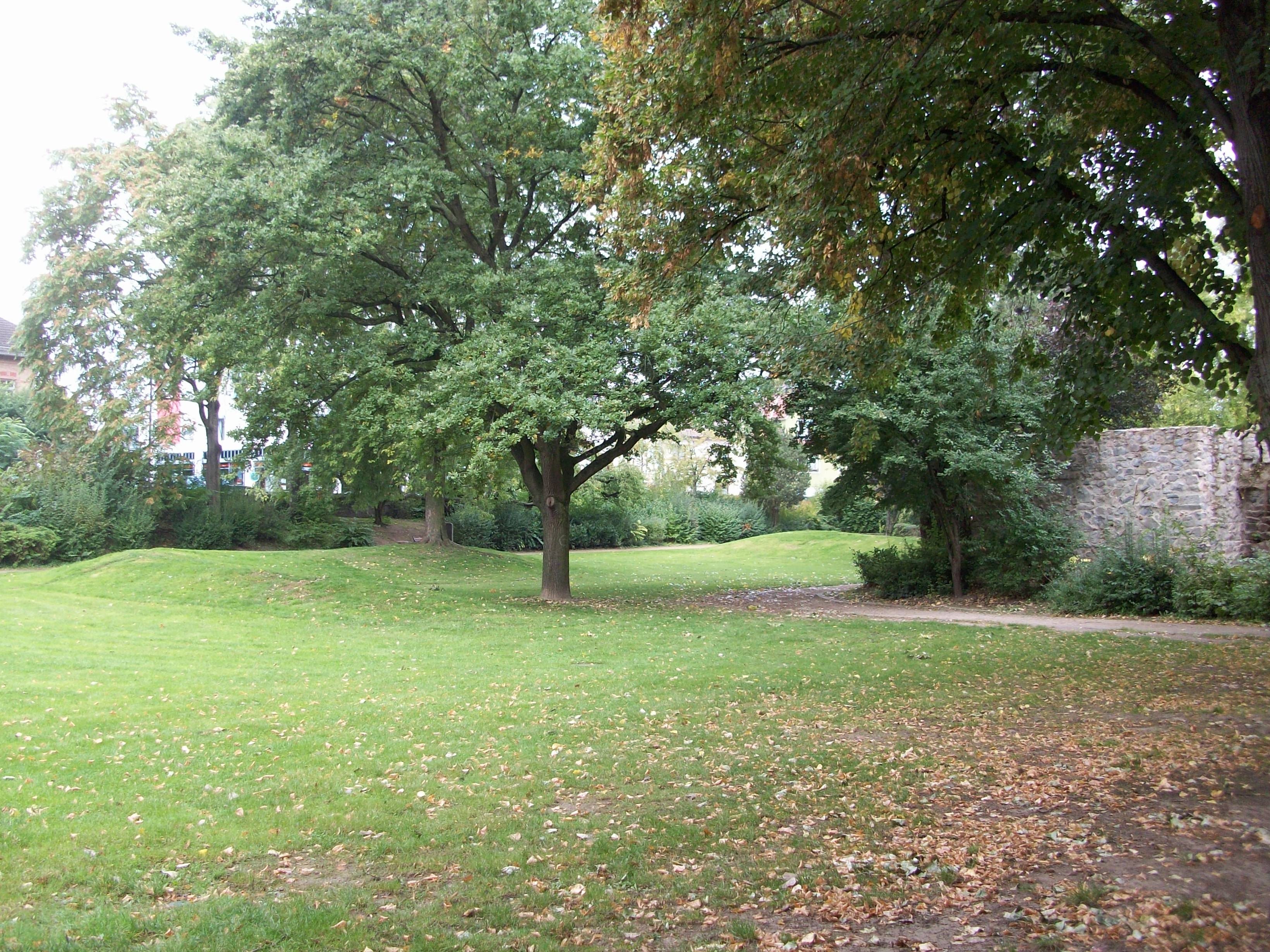
Blick von Süden.
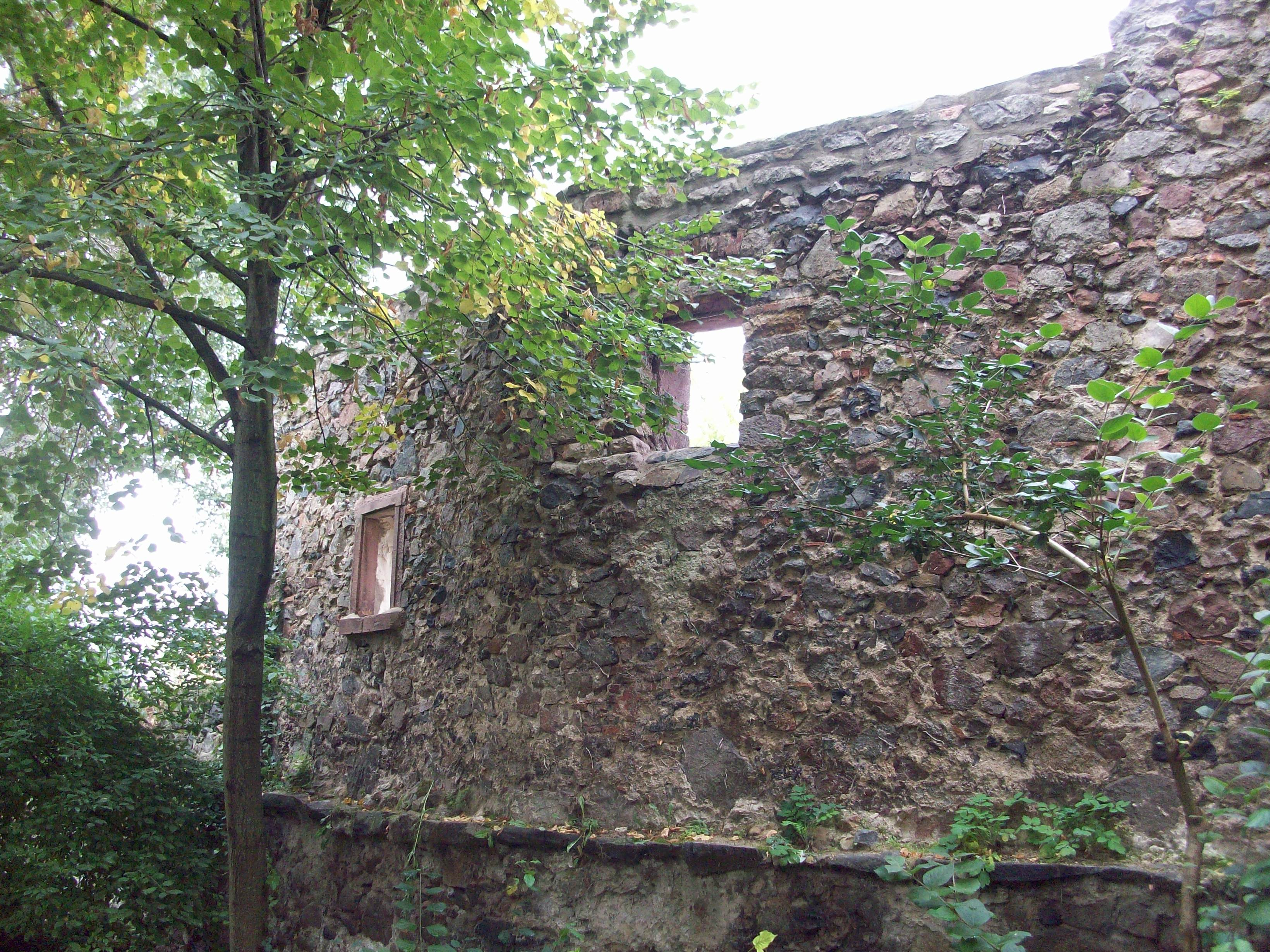
Blick an Fenster der Stadtmauer, möglicherweise Teil der ehemaligen Wasserburg.
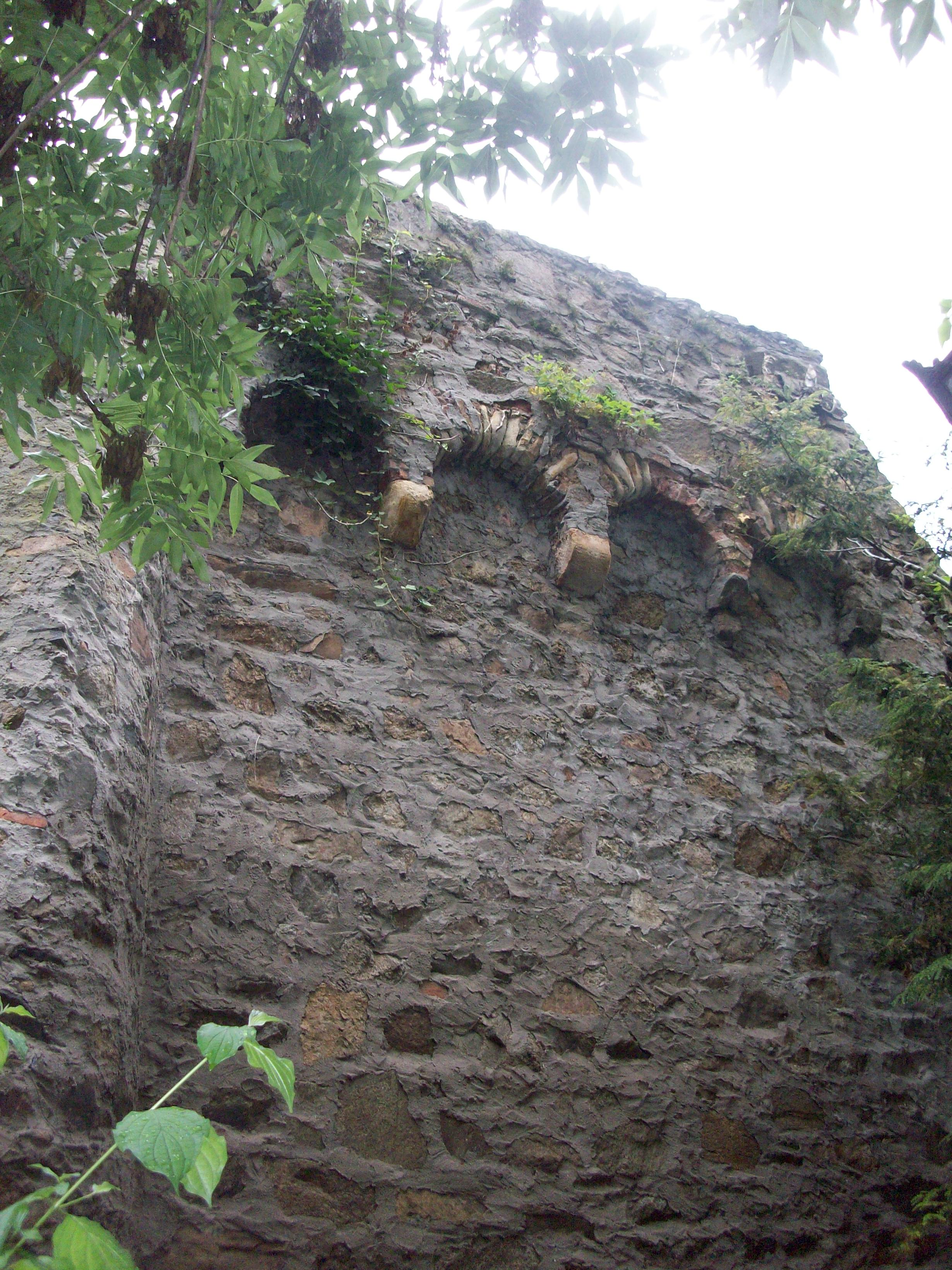
Stadtmauer am Standort der Wasserburg mit Verzierungen.